# Хонахбеєв Сергій Валерійович
Сергій Валерійович Хонахбеєв (25 червня 1979, Старобешеве — 14 червня 2023, Запорізька область) — російський військовик, рядовий ЗС РФ. Герой Російської Федерації.

## Біографія
В 1995 році закінчив Старобешенську школу №1, в 1998 році — Комсомольський індустріальний технікум, де здобув професію кухаря. 2 роки пропрацював кухарем, потім — на різних роботах. З 2010 року працював на Старобешівській ТЕС. Пройшов трирічне заочне навчання в Зуєвському енергетичному технікумі в Зугресі, після чого працював слюсарем з виготовлення вузлів та деталей технологічних трубопроводів.
23 лютого 2022 року разом з молодшим братом Антоном був призваний в «народну міліцію ДНР». Спочатку служив кухарем в 1-му армійському корпусі. Восени 2022 року пройшов спеціальне навчання, після закінчення якого в листопаді 2022 року підписав контракт і був призначений навідником та заступником командира БМП 70-го мотострілецького полку 42-ї мотострілецької дивізії. Загинув у бою. 3 липня 2023 року був похований в рідному селищі.

## Нагороди
- Звання «Герой Російської Федерації» (9 жовтня 2023, посмертно) — «за мужність і героїзм, проявлені під час виконання військового обов'язку.» 23 жовтня медаль «Золота зірка» була вручена рідним Хонахбеєва.